# Boomstarter
Boomstarter — краудфандинговая платформа для привлечения финансирования в бизнес-проекты, технологические, творческие, социальные и другие проекты. Является аналогом проекта Kickstarter. Boomstarter привлекает финансирование для разнообразных проектов, таких как создание фильмов, технологий, музыки, видеоигр, изданий и т. д.
Boomstarter является одной из первых и крупнейших платформ на российском рынке, а также считается лидером по проектам в бизнес и технологической категориях в Восточной Европе. Победитель в номинации «Лучший социально значимый стартап» премии «Стартап года».
Boomstarter был запущен 21 августа 2012 года. Boomstarter был основан для поддержки молодых предпринимателей. Основатели Евгений Гаврилин и Руслан Тугушев вышли из проекта в 2019 году, передав команде проект для его дальнейшего развития. Инвестором и бизнес-ангелом платформы является Надия Черкасова.

## Принцип работы
Boomstarter помогает авторам творческих и технических проектов привлекать денежные средства на их реализацию, используя модель краудфандинга. Для получения финансирования нужно разместить описание проекта на Boomstarter, указать минимальное количество средств, которое необходимо собрать за заявленный срок. Если сбор завершится неуспешно, то деньги вернутся спонсорам.
Размещая свой проект на Boomstarter, автор сохраняет за собой все права на собственность, но при этом все данные о проекте остаются общедоступными, и после завершения финансирования не могут быть изменены или удалены.
Для потенциально успешных проектов предусмотрен институт кураторства: порядка 30 кураторов — это партнёры в СМИ, как отраслевые, так и просто общие — которые помогают информировать людей о проекте при помощи своих медиа-ресурсов.

## Школа краудфандинга
Эксперты Boomstarter разработали бесплатный обучающий онлайн-курс «Мастер краудфандинга». Курс включает 35 бесплатных уроков, которые объясняют, что такое краудфандинг и как он работает, помогает авторам оформить крауд-проект: снять видео, написать текст, сделать инфографику и подобрать вознаграждения. В курсе также рассказывается, как продвигать крауд-проекты, чтобы делать их популярными и узнаваемыми. После каждого из 35 занятий свои знания можно проверить с помощью небольшого теста.

## Направления проектов
К участию принимаются проекты в 20 категориях: бизнес, технологии, общество, дизайн, еда, игры, издания, искусство, мода, музыка, театр, фильмы и видео, фотография, хореография и др.
К участию допускаются проекты, имеющие продукт и чётко сформулированную цель (например, запись музыкального альбома, издание книги). Если вы создаете новый продукт, желательно иметь готовый прототип. Открытие и расширение собственного бизнеса также является подходящей идеей для проекта.
Правилами Boomstarter не допускаются: проекты, нарушающие российское законодательство; финансирование лечения отдельных лиц, получение стипендий, проведение агитационных кампаний, проекты, включающие в себя оплату личных покупок (например, покупка фотоаппарата).

## Показатели деятельности
С августа 2012 года более 2600 проектов собрали сумму свыше 592 000 000 рублей. Самые популярные — бизнес, технологии, фильмы и видео, книги, игры, дизайн, общество и др.
Помимо классической модели краудфандинга, платформа запускает специальные проекты в партнёрстве с брендами и некоммерческими структурами для поддержки предпринимательства и благотворительных фондов.
В 2013 году совместно с Общественной палатой РФ было проведено обучение краудфандингу для некоммерческих организаций.
В 2020 году была проведена масштабная акция совместно с брендом «Мастеркард» по поддержке предпринимателей в пандемию .
В 2021 году проведён конкурс для мам-предпринимателей «Дело в декрете». В том же году был проведен проект поддержки детского и юношеского предпринимательства совместно с брендом «Yummi United».
В 2022 году был проведён специальный проект для резидентов Сколково «На старт».

## Основатели
Руслан Нябиюллович Тугушев Родился 22 июня 1983 года в Саранске. Окончил юридический факультет Российского университета кооперации. С 2007 года работал координатором в United Eleven. В августе 2012 года вместе с Евгением Гаврилиным создал краудфандинговую платформу Boomstarter, ставшую наряду с Planeta.ru крупнейшими в России среди аналогичных сервисов.В 2014 году Тугушев стал председателем попечительского совета фонда поддержки и развития научно-технического потенциала «Руснаука», организовавшего премию «Роснаука».В марте 2017 года Тугушев вышел из проекта Boomstarter, продав свою долю в компании за 45 миллионов рублей.Накануне этого решения в феврале 2017 года он запустил краудинвестинговую площадку Tugush.com, а в 2019 году открыл инвестиционную компанию Tugush Capital Partners, в которой является председателем и генеральным директором. Также в 2017 году запустил маркетплейс Storiqa, позволяющий продавать товары за криптовалюту. В 2019 году проект был закрыт. Параллельно с ним в 2018 году Тугушев привлёк финансирование к схожей платформе Boomstarter Network, однако проект также не получил развития.

## Публикации
- Вести. RU Краудфандинг приходит в Рунет: где найти спонсоров для проекта 28.08.2012
- ТК «Дождь» Утром деньги, вечером стулья: краудфандинг по-русски 17 сентября 2012
- East-West Digital News Crowdfunding platforms make their first steps in Russia Oct 01, 2012 (англ.)
- CNews Новый проект Boomstarter.ru поможет найти деньги на смелые идеи 24.08.12
- Радио «Эхо Москвы» ТОЧКА : КРАУДФАНДИНГ КАК СПОСОБ НАЧАТЬ ДЕЛО 21.10.2012
- Журнал «Forbes» Конкурс стартапов Forbes: Boomstarter 31.10.2012
- Интернет-журнал «Дигибу» Команда в стартапе: Boomstarter Архивная копия от 5 декабря 2012 на Wayback Machine 24 октября 2012
- SLON.RU https://web.archive.org/web/20151119100718/http://slon.ru/biz/startup-rating-2013/boomstarter/ 2013
- Компьютерра Руслан Тугушев, Boomstarter: «Деньги перетекают к успешным проектам» 4 февраля 2013
- Агентство стратегических инициатив Истории успеха лидеров проектов. Гаврилин Евгений Николаевич. Проект «Организация краудфандинговой платформы BOOMSTARTER» 9 октября 2013
- Cossa Краудфандинг: как собрать деньги на проект 28 октября 2013
- Firrma РУСЛАН ТУГУШЕВ: «BOOMSTARTER УЖЕ ДАВНО НЕ ЯВЛЯЕТСЯ КЛОНОМ KICKSTARTER» 17 января 2014
- Sibirix Как правильно начать стартап. Обзор 5 успешных digital-стартапов с Boomstarter 26 августа 2014
- Бизнес-Вектор ОСНОВАТЕЛЬ BOOMSTARTER РАССКАЗАЛ САРАТОВЦАМ, КАК СОБРАТЬ С ТОЛПЫ ДЕНЬГИ НА СТАРТАП 22 июня 2015
- TheRunet Создатели краудфандинговой платформы Boomstarter планируют выйти на IPO 29 июля 2015
- Vectorblog Руководство к действию: как запустить проект с помощью Boomstarter 14 сентября 2015
- Руна Деревянные батарейки и другие необычные проекты, собравшие деньги на Boomstarter 29 марта 2016
- Газета.ru Boomstarter позволит создавать бессрочные кампании 27 мая 2016